# Айтівський університет
Айтівський університет (яп. 愛知大学, あいちだいがく; англ. Aichi University) — приватний університет у Японії. Розташований за адресою: префектура Айті, місто Наґоя, район Хіґаші, квартал Цуцуй 2-10-31. Відкритий у 1946 році. Скорочена назва — Айдай (яп. 愛大, あいだい).

## Історія
Айтівський університет відкритий у 1946 році на базі дослідницького колективу Інституту літератури Східної Азії, заснованого 1901 року. Інститут у 1939 року був перетворений на університет та об'єднаний з декількома вищими школами префектури Айті.
Станом на травень 2017 рік в університеті працює 255 викладачів і 150 осіб персоналу. Кількість студентів — 8 557 особи.
Також має бібліотеку з колекцією близько 1 750 000 книг.

## Факультети
- Юридичний факультет (яп. 法学部)
- Економічний факультет (яп. 经济学部)
- Факультет менеджменту (яп. 经营学部)
- Факультет сучасного києзнавства (яп. 现代中国学部)
- Факультет міжнародної комунікації (яп. 国际语言文化交流学部)
- Філологічний факультет (яп. 文学部)
- Факультет регіонального політики (яп. 地域政策学部)
- Молодший коледж (яп. 短期大学部)

## Аспірантура
- Юридична аспірантура (яп. 法学研究科)
- Економічна аспірантура (яп. 経済学研究科)
- Менеджмент (яп. 経営学研究科)
- Китаєзнавство (яп. 中国研究科)
- Міжнародної комунікації (яп. 国际语言文化交流研究科)
- Юридична школа (яп. 法科大学院)
- Гуманітарних наук (яп. 文学研究科)